# Dugi Del
Dugi Del (izvirno srbsko Дуги Дел) je naselje v Srbiji, ki upravno spada pod Občino Surdulica; slednja pa je del Pčinjskega upravnega okraja.

## Demografija
V naselju živi 39 polnoletnih prebivalcev, pri čemer je njihova povprečna starost 58,1 let (49,1 pri moških in 63,5 pri ženskah). Naselje ima 21 gospodinjstev, pri čemer je povprečno število članov na gospodinjstvo 2,00.
To naselje je, glede na rezultate popisa iz leta 2002, večinoma srbsko.
|  |

| Demografija | Demografija     | Demografija     |
| Leto        | Št. prebivalcev | Št. prebivalcev |
| ----------- | --------------- | --------------- |
|             |                 |                 |
|             |                 |                 |
|             |                 |                 |
|             |                 |                 |
| 1948        | 206             |                 |
| 1953        | 234             |                 |
| 1961        | 195             |                 |
| 1971        | 143             |                 |
| 1981        | 110             |                 |
| 1991        | 66              | 66              |
| 2002        | 42              | 42              |
|             |                 |                 |

| Etnična sestava po popisu iz leta 2002 | Etnična sestava po popisu iz leta 2002 | Etnična sestava po popisu iz leta 2002 | Etnična sestava po popisu iz leta 2002 | Etnična sestava po popisu iz leta 2002 |
| -------------------------------------- | -------------------------------------- | -------------------------------------- | -------------------------------------- | -------------------------------------- |
| Srbi                                   | Srbi                                   |                                        | 41                                     | 97,61%                                 |
| Muslimani                              | Muslimani                              |                                        | 1                                      | 2,38%                                  |
| Neznano                                | Neznano                                |                                        | 0                                      | 0,0%                                   |